# روستامورها
روستامورها (انگلیسی: Agroecomyrmex) یک سرده منقرض‌شده از مورچه‌های زیرخانواده روستاموریان است.